# Меламед, Цаль Айзикович
Цаль А́йзикович Мела́мед (16 марта 1910 — 3 июля 1992) — латвийский советский изобретатель, инженер, писатель

-сатирик

, печатавшийся в журналах «Dadzis», «Крокодил», рижской газете «Советская молодёжь», журнале «Даугава». 
До 1970 года работал инженером-электриком, автор научных трудов и нескольких изобретений (высоковольтный выключатель с двойным разрывом на фазу, 1947). С конца 1950-х годов публиковал юмористические стихи и прозу, а также фантастические рассказы («Побеждённый вирус», 1962, «Робот не ошибается», 1967, «Робот сказал: НОТ», 1974, «Прозрачный человек», 1974, «Вечный двигатель», 1974; пьеса «Чудо техники», 1960).
Изданы сборники «Дружеский фарш» (Рига: Лиесма, 1969), «Безотказный бумеранг» (Рига: 1990), «Между прочим», «Поэты на диете», «Премиальные бивни», «Спрессованные строки», «Таланты без поклонников». Известнейший афоризм: «Сердце — очень хрупкая вещь: оно бьётся».

## Книги
- Лавровый веник: басни, шутки, эпиграммы, юморески, фельетоны, короткие сказки, рассказы. Рига: Латгосиздат, 1962.
- Улыбки до востребования. Рига: Лиесма, 1966.
- Горячая вода круглосуточно. Серия «Библиотека крокодила». № 23(544). М.: Правда, 1968.
- Дружеский фарш: юмор и сатира. Рига: Лиесма, 1969.
- Спрессованные строки: Афоризмы. Рига: Лиесма, 1970.
- Куда смотрят мужчины? Рига: Лиесма, 1974.
- Таланты без поклонников. Рига: Лиесма, 1977.
- Премиальные бивни: афоризмы, побасёнки, эпиграммы, юморески. Рига: Лиесма, 1980.
- Между прочим...: Афоризмы и шутки. Рига: Лиесма, 1982.
- Поэмы на диете. Рига: Лиесма, 1984.
- Безотказный бумеранг: Афоризмы, юмористические стихи и проза. Рига: Лиесма, 1990.

## Публикации
- М. М. Акодис, Ц. А. Меламед. Влияние скорости восстановления напряжения на работу выключателей и разрядников. Электрические станции, 1939, №4—5.[3][4]
- Ц. А. Меламед. О разработке и испытаниях высоковольтных предохранителей. Электрические станции, № 2, 1940.[5]